# District de Louxing
Le district de Louxing (娄星区 ; pinyin : Lóuxīng Qū) est une subdivision administrative de la province du Hunan en Chine. Il est placé sous la juridiction de la ville-préfecture de Loudi.